# Opius pechumani
Opius pechumani är en stekelart som beskrevs av Fischer 1970. Opius pechumani ingår i släktet Opius och familjen bracksteklar. Inga underarter finns listade i Catalogue of Life.